# AKU
Пакет обновлений (AKU или Adaptation kit update) средства для обновления Microsoft Windows Mobile.
Представляет собой  сборник обновлений, исправлений и набор новых функций, предоставляемый производителям оборудования  для создания или обновления устройств на основе Windows Mobile.
Этот термин используется Microsoft для обозначения текущей версии обновления для встроенной системы, такой, как Windows Mobile, которая используется в КПК и Смартфонах. Для Windows Mobile AKU, это то же самое, что Service Pack для Windows XP, за исключением возможности самостоятельной установки пользователем.

## Версии AKU для Windows Mobile 5

### AKU 0.1 и 0.2
- Исправление ошибок оригинальной WM 2002

### AKU 1.0
- Поддержка горизонтальной ориентации экрана для смартфонов
- Возможность использовать устройство без SIM-карты
- Проверка почты по расписанию
- Сортировка по типу сообщения
- Полноценная поддержка контактов на SIM-карте
- Поддержка номеров записанных в сообщении
- Добавлена функция звонков и отправки только по ограниченному списку номеров (fixed dialing numbers,FDN)
- Добавлена функция блокировки аппаратных клавиш

### AKU 1.1
- Улучшена поддержка A2DP-профиля Bluetooth,
- Улучшена работа Wi-Fi, при подключения отображается больше информации о точке доступа.
- Официальная поддержка жёстких дисков

### AKU 2.0
- Включает в себя Messaging and Security Feature Pack (MSFP) c технологией DirectPush.
- В Internet Explorer Mobile добавлен быстрый вертикальный скроллинг, быстрый возврат на предыдущую страницу,поддержка компилированного WML и WMLScript через HTTP и расширена поддержка стандарта DOM.
- Добавлено приложение для работы с подключениями – Wireless Manager.
- Добавленно SIM-меню оператора - SIM Toolkit
- Добавлен файловый браузер для смартфонов

### AKU 2.1
- Динамическое переключение между режима экранов на смартфонах

### AKU 2.2
- Улучшена работа ActiveSync
- Уменьшилось время загрузки на Pocket PC

### AKU 2.3
- Исправление ошибок

### AKU 2.5
- Исправление ошибок
- Добавлен SmartDial - набора номера с экрана Today

### AKU 2.6
- Исправление ошибок
- Добавлен зум (до 2x) для видео проигрываемого в Windows Media Player.

### AKU 3.0
- Многоязычная поддержка (Language Provisioning), возможность добавить столько языков сколько может позволить память устройства
- Новый помощник Wi-Fi-подключений на смартфонах,
- Поддержка WPA2 и Quality of Service (QoS),  для WiFi
- Улучшена работа с Bluetooth (добавлена поддержка FTP-профиля, улучшено качество A2DP-профиля)
- Добавлена поддержка SMS через GPRS
- Поддержка второго/внешнего дисплея
- vCard может быть отослан как SMS.
- Добавлена сортировка контактов на SIM-карте по алфавиту в главном списке.
- Добавлена поддержка AJAX в Internet Explorer Mobile.
- Поддержка MP3 на SMS, напоминания и другие события

### AKU 3.5
- http://www.mobile-review.com/pda/articles/wm-aku-en.shtml